# گوی بلورین (فیلم ۱۹۴۳)
گوی بلورین (انگلیسی: The Crystal Ball) فیلمی رمانتیک به کارگردانی الیوت نیوجنت است که در سال ۱۹۴۳ منتشر شد.

## گزیدهٔ بازیگران
- ری میلند
- پولت گادرد
- گلادیس جرج
- ویرجینیا فیلد
- سسیل کلاوای
- ویلیام بندیکس